# الانتخابات الفدرالية السويسرية 2023
أجريت الانتخابات الفدرالية في سويسرا بتاريخ 22 أكتوبر عام 2023، وذلك بهدف انتخاب كافة أعضاء المجلس الوطني ومجلس الولايات. تقرر أن يتبعها انتخابات المجلس الفدرالي والحكومة السويسرية ورئاسة المجمع الانتخابي في يوم 13 ديسمبر.
تمكن حزب الشعب السويسري الذي ركزت حملته الانتخابية على مناوأة الهجرة، من تحقيق نتائج قوية، في حين شهد حزب الخضر وحزب الخضر الليبرالي تراجعًا في حصتهما من الأصوات.

## خط زمني
يرد في الخط الزمني للانتخابات ما يلي:
- منتصف أكتوبر عام 2022: إصدار معلومات رسمية للكانتونات والأحزاب.
- 31 ديسمبر عام 2022: حلول الموعد النهائي لتسجيل الأحزاب.
- 1 مارس عام 2023: نشر المواعيد النهائية للترشح للمجلس الوطني.
- 30 أبريل: انتخاب أعضاء الجمعية التشريعية الخاصة بكانتون أبينزيل إينرهودن (انتخابات مجلس الولايات في الكانتون).[7]
- 1 مايو: تحديث السجل الخاص بالأحزاب.
- أغسطس: الموعد النهائي للترشح للمجلس الوطني في الكانتونات التي تعتمد نظام التمثيل النسبي.
- سبتمبر: توزيع الدليل الانتخابي على الكانتونات.
- 4 سبتمبر: الموعد النهائي للترشح للمجلس الوطني في الكانتونات التي تعتمد نظام الاقتراع بالأغلبية مع إمكانية الفوز بالانسحاب.
- أواخر شهر سبتمبر: توزيع مستلزمات العملية الاقتراعية.
- 22 أكتوبر: يوم الانتخابات (المجلس الوطني والدورة الأولى لانتخابات مجلس الولايات).
- أواخر شهر أكتوبر: نشر النتائج الرسمية.
- 12 نوفمبر: إجراء جولات الإعادة المحتملة لانتخابات مجلس الولايات في ستة كانتونات، والتي تمثل 12 مقعدًا (فرايبورغ، وجنيف، وغراوبوندن، وتورغاو، وفود، وفاليه).
- 19 نوفمبر: إجراء جولات الإعادة المحتملة لانتخابات مجلس الولايات في عشرة كانتونات، والتي تمثل 19 مقعدًا (أرجاو، وبرن، وبازل لاندشافت، وغلاروس، وسانت غالن، وشافهوزن، وسولوتورن، وتيسينو، وتسوغ، وزيورخ).
- 26 نوفمبر: إجراء جولات الإعادة المحتملة لانتخابات مجلس الولايات في ستة كانتونات، والتي تمثل 9 مقاعد (أبينزيل أوسيرهودن، ومدينة بازل، ولوتسيرن، ونيدفالدن، وشفيتس، وأوري).[8]
- 4 ديسمبر: افتتاح المجلس الوطني الجديد وأداء الأعضاء لليمين الدستوري.
- 13 ديسمبر: انتخاب المجلس الفدرالي.

## النظام الانتخابي

### المجلس الوطني
ينتخب أعضاء المجلس الوطني المؤلف من مئتي عضو من الكانتونات الستة وعشرين، والتي يشكل كل منها دائرة انتخابية خاصة. يستعمل نظام التمثيل النسبي بالقائمة المفتوحة في جميع الكانتونات متعددة العضوية بالترافق مع الاستعانة بالتحالفات الانتخابية للأحزاب القرينة والتحالفات الفرعية للقوائم الواقعة ضمن الحزب الواحد، وذلك عن طريق احتساب مجمل القوائم المتحالفة في بادئ الأمر بهدف توزيع المقاعد. توزع المقاعد باستخدام نظام هاغنباخ-بيشوف دون وجود حد أدنى. يحق للناخبين شطب أسماء بعينها من القوائم الحزبية أو كتابة أسماء المرشحين مرتين أو توزيع صوتهم على عدة أحزاب (وهو ما يعرف باسم نظام الخلط) أو أن يقوموا بإعداد قوائمهم الانتخابية الخاصة على ورقة اقتراعية فارغة. أما الكانتونات التي تعتمد على عضوية مفردة فإنها تستخدم نظام الفوز للأكثر أصواتًا.
توزع المقاعد في المجلس الوطني على الكانتونات استنادًا على عدد سكانها الخاص (والذي يشمل عدد الأطفال والمقيمين الأجانب وأولئك الذين لا يحق لهم الإدلاء بأصواتهم). خسر كانتون مدينة بازل مقعدًا، في حين حصل كانتون زيورخ على مقعد إضافي، وذلك استنادًا على تعداد السكان الرسمي المسجل في أواخر عام 2020. كانت زيورخ الكانتون الذي احتوى على أكبر عدد من المقاعد (36 مقعدًا).
تعد القواعد المنوطة بمن يستطيع الترشح والتصويت في انتخابات المجلس الوطني موحدة في جميع أنحاء الكونفدرالية. يحق للمواطنين السويسريين ممن تجاوزت أعمارهم الثامنة عشر عامًا الترشح والتصويت، ويحق للمواطنين المقيمين في الخارج التسجيل للتصويت في الكانتون الذي أقاموا فيه خلال آخر مرة (أو الكانتون الذي يحملون مواطنته في حال عدم وجود إقامة سابقة)، وأمكن لهم الإدلاء بصوتهم بغض النظر عن مدة تغيبهم عن سويسرا أو ما إذا كانوا قد عاشوا فيها من قبل أم لا.

### مجلس الولايات
ينتخب أعضاء مجلس الولايات البالغ عددهم ستة وأربعين عضو في عشرين دائرة انتخابية تتألف كل منها من مقعدين (وهي تمثل الكانتونات العشرين الكاملة)، وست دوائر انتخابية أخرى يتألف كل منها من مقعد واحد (وهي تمثل الكانتونات الجزئية الستة). حظي كانتونان كاملان -ألا وهما كانتون أوري وكانتون غلاروس- اللذان يتمتعان بتعداد سكاني ضئيل بمقعدين في مجلس الولايات، غير أن لهما مقعدًا واحدًا فقط في المجلس الوطني الأكبر بكثير.
يقع على عاتق الكانتونات مهمة تنظيم انتخابات مجلس الولايات. يستخدم كانتون جورا وكانتون نيوشاتل نظام التمثيل النسبي، في حين تستخدم الكانتونات الأخرى نظام الفوز بالأكثرية، والذي غالبًا ما يتألف من دورتين اقتراعيتين. يتمتع الناخبون بحق الإدلاء بما يصل إلى صوتين خلال الدورة الأولى، وينبغي على المرشحين الحصول على أغلبية عامة من أجل الفوز بالانتخابات. تقام جولة إعادة بالاعتماد على نظام الأغلبية البسيطة في حال ظل هناك مقاعد شاغرة. تعقد جميع الكانتونات الدورة الأولى بالتزامن مع انتخابات المجلس الوطني، عدا كانتون أبينزيل إينرهودن الذي ينتخب النائب الممثل عنه من خلال العمل بنظام اقتراع مجلس الولاية الخاص في شهر أبريل. بيد أن تواريخ جولات الإعادة تختلف من كانتون لآخر.
تختلف القواعد المتعلقة بمن يستطيع الترشح والتصويت في هذه الانتخابات من كانتون إلى آخر، ويرجع السبب في ذلك إلى تولي كل كانتون لعملية تنظيم انتخابات مجلس الولايات الخاصة به. يسمح لبعض المقيمين الأجانب في كانتون جورا وكانتون نيوشاتل الإدلاء بأصواتهم، في حين يسمح كانتون غلاروس للأفراد الذين تتراوح أعمارهم ما بين السادسة عشرة والسابعة عشرة من العمر بالتصويت. أمكن للمواطنين السويسريين المقيمين في الخارج، ممن تسجلوا للتصويت في أحد الكانتونات، الإدلاء بأصواتهم في انتخابات مجلس الولايات الجارية ضمن ذلك الكانتون، شريطة أن يسمح قانون الكانتون بذلك الأمر. يعد الاقتراع إلزاميًا في كانتون شافهاوزن، وذلك رغم محدودية إنفاذه من خلال فرض غرامة ضئيلة وحسب.

## المرشحون
أفاد مكتب الإحصاء الفدرالي بتسجيل رقم قياسي في عدد الترشيحات خلال هذه الانتخابات. إذ بلغ عدد المرشحين 5909 شخصًا (2408 امرأة بنسبة 41%، بالإضافة إلى 3501 رجل بنسبة 59%)، وهو ما يمثل زيادة قدرها 1264 مرشح أو 27% مقارنةً بالانتخابات السابقة. بلغ عدد القوائم التي ترشح هؤلاء المرشحون منها 618 قائمة (بزيادة قدرها 107).
لم تتجاوز أعمار ما يقرب من ثلث (30%) المترشحين للمجلس الوطني الثلاثين عامًا. ولم يتعدى متوسط أعمار مرشحي حزب الخضر والحزب الاشتراكي الديمقراطي الأربعين عامًا، في حين تجاوز متوسط الأعمار الخمسين عامًا بالنسبة لمرشحي الأحزاب اليمينية الأصغر على غرار رابطة تيسينو وحركة مواطني جنيف.

## النتائج
تمكن حزب الشعب السويسري، الذي ركزت حملته الانتخابية على مناوأة الهجرة، من تحقيق أداء قوي. حقق حزب الشعب مكاسب عدة في منطقة روماندي، وحصل لأول مرة على عدد أكبر من المقاعد في المجلس الوطني بالمقارنة مع الحزب الليبرالي في هذه المنطقة. كذلك حقق حزب الوسط مكاسب في المقاعد، متجاوزًا الحزب الليبرالي -وهو ما أثار الشكوك حول المقعد الثاني للحزب الليبرالي في المجلس الفدرالي- في حين كان أداء حزب الخضر وحزب الخضر الليبرالي ضعيفًا. أظهرت النتائج وجود انقسام واضح بين المناطق الحضرية والريفية. لم تستطع الأحزاب اليمينية ضمان غالبية في المجلس، وذلك رغم حصولها على مقاعد عدة في المجلس الوطني. شهدت نتائج الدورة الأولى لانتخابات مجلس الولايات استمرار التحول التدريجي نحو اليمين.